# Chiesa di San Bernardo (Villa Faraldi)
La chiesa di San Bernardo è un luogo di culto cattolico situato nella frazione di Deglio Faraldi, in piazza San Bernardo, nel comune di Villa Faraldi in provincia di Imperia. La chiesa è sede della parrocchia omonima del vicariato di Diano Marina della diocesi di Albenga-Imperia.

## Storia e descrizione
Edificata nella prima parte del XVIII secolo, in sostituzione di un precedente edificio più piccolo tardo medievale, l'esterno ha linee sobrie e l'unico elemento di spicco è il campanile con cupola "a cipolla".
L'interno si presenta in forme tardo barocche con modifiche novecentesche; spiccano il bell'altare maggiore in marmo e quello della cappella laterale dedicata a sant'Antonio da Padova (entrambi eseguiti nella seconda metà del Settecento), l'affresco dell'Apparizione della Vergine a san Bernardo (1791), di Tommaso Carrega, e il polittico (1576 circa) con la figura del Titolare e altri santi, opera di Giulio De Rossi realizzata per la precedente chiesa.